# Bayreuth
Bayreuth é uma cidade do norte da Baviera, Alemanha, junto ao rio Meno. É a capital da região da Alta Francónia (Francónia superior).
Bayreuth é uma cidade independente (kreisfreie Stadt) ou distrito urbano (Stadtkreis), ou seja, possui estatuto de distrito (kreis).

## Richard Wagner e Bayreuth
Richard Wagner viveu em Bayreuth de 1872 até à sua morte, em 1883. Na cidade encontra-se o Bayreuth Festspielhaus, uma casa de ópera especialmente construída para as óperas de Wagner. As últimas obras do compositor tiveram sua estreia neste lugar.  Em todos os verões, desde 1876, é organizado o Festival de Bayreuth, conhecido a nível nacional e internacional. Pelo fato da procura por ingressos (aproximadamente 500 mil ao ano) ultrapassar a oferta, já que as 30 apresentações ao ano podem ser oferecidas a somente 58 mil pessoas ao total, há uma lista de espera por bilhetes de 8 a 10 anos.

## Património Edificado
- Ópera Margrave (Markgräfliches Opernhaus)
- Festspielhaus Bayreuth Palácio de festivais de Bayreuth

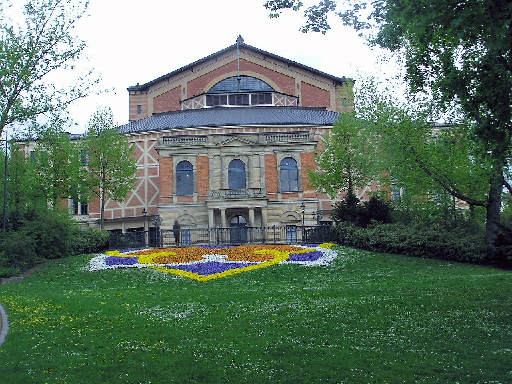
Palácio de festivais Bayreuth

- Eremitage de Bayreuth